# Lijst van voetbalinterlands Servië en Montenegro - Zuid-Korea
Deze lijst van voetbalinterlands is een overzicht van alle officièle voetbalwedstrijden tussen de nationale teams van Servië en Montenegro en Zuid-Korea. De landen speelden in totaal een keer tegen elkaar: een vriendschappelijke wedstrijd op 16 november 2005 in Seoel.

## Wedstrijden
| № | Plaats | Datum            | Competitie        | Wedstrijd                         | Uitslag |
| - | ------ | ---------------- | ----------------- | --------------------------------- | ------- |
| 1 | Seoel  | 16 november 2005 | Vriendschappelijk | Zuid-Korea – Servië en Montenegro | 2 – 0   |

## Samenvatting
| Competitie        | Totaal gespeeld | Winst Servië en M. | Gelijk | Winst Zuid-Korea | Doelsaldo Servië en M. – Zuid-Korea |
| ----------------- | --------------- | ------------------ | ------ | ---------------- | ----------------------------------- |
| Vriendschappelijk | 1               | 0                  | 0      | 1                | 0 − 2                               |
| Totaal            | 1               | 0                  | 0      | 1                | 0 − 2                               |

## Details

### Eerste ontmoeting
| Vriendschappelijk (Seoel, Zuid-Korea, 16 november 2005): |              | |
| Zuid-Korea | 2 – 0        | Servië en Montenegro |
| Choi Jin-Cheul 4' Lee Dong-Gook 66' | goals        | |
| Dick Advocaat | bondscoach   | Ilija Petković |
| Lee Woon-jae Choi Jin-Cheul Kim Young-Chul Kim Dong-Jin 52' Lee Eul-Yong Kim Jung-woo Lee Young-pyo Cho Won-Hee Park Ji-sung Cha Du-ri 88' Lee Dong-Gook 71' | opstellingen | 82' Dragoslav Jevrić Nenad Đorđević Aleksandar Luković Đorđe Jokić Marko Baša 46' Nenad Kovačević 74' Dragan Mladenović 46' Bojan Neziri 74' Zvonimir Vukić 46' Mateja Kežman 46' Savo Milošević |
| Kim Jin-kyu 52' Ahn Jung-hwan 71' Chung Kyung-Ho 88' | wissels      | 46' Ognjen Koroman 46' Branko Bošković 46' Danijel Ljuboja 46' Nikola Žigić 74' Albert Nađ 74' Saša Ilić 82' Oliver Kovačević                                                                    |
| Kim Jin-kyu 78' | gele kaarten | 37' Nenad Kovačević 55' Ognjen Koroman 90' Nenad Đorđević |